# Diplacina hippolyte
Diplacina hippolyte är en trollsländeart som beskrevs av Maurits Anne Lieftinck 1933. Diplacina hippolyte ingår i släktet Diplacina och familjen segeltrollsländor. Inga underarter finns listade i Catalogue of Life.